# El salmo 23
El Salmo 23 (título original: The 23rd Psalm) es el capítulo n.º 10 de la Segunda Temporada de Lost. Eko le pide a Charlie que le guía hasta el aeroplano que transportaba droga. Claire pierde la confianza en él al descubrirse que seguía ocultando droga. FLASHBACK de Sr. Eko.

## Trama

### Flashbacks
Guerrilleros nigerianos llegan a un pequeño pueblo, agarran a un niño llamado Yemi (Olekan Obileye) y tratan de obligarlo a disparar contra un anciano. El niño duda y su hermano mayor, Eko (Kolawole Obileye Jr.), toma el arma y le dispara al hombre él mismo, salvando así a su hermano del acto. Los guerrilleros están complacidos con esto, y lo obligan a unirse a su grupo, arrancándole la cruz cristiana del cuello, que luego es tomada por Yemi. Es en ese momento que el líder de los soldados (Lawrence Terrill) lo llama por primera vez Mr. Eko.
Años más tarde, Eko (Adewale Akinnuoye-Agbaje) se ha convertido en un poderoso señor de la guerra. Se encuentra con un traficante de drogas que intenta sacar su heroína del país. Eko se ofrece a hacerle un "favor", comprando las drogas a bajo precio y sacándolas del país. El traficante de drogas está de acuerdo, pero es asesinado después de decir que creía que Eko no tenía alma. Más tarde, Eko visita la iglesia de su pueblo natal, donde Yemi (Adetokumboh M'Cormack) se ha hecho sacerdote. Eko le pide un avión, porque solo los aviones misioneros y de socorro de las Naciones Unidas pueden volar fuera de Nigeria, diciendo que alejará las drogas de los nigerianos y le dará dinero a su hermano para comprar vacunas. Yemi, que no quiere participar de un negocio sucio, se niega a ayudar. Más tarde, Eko se acerca a su hermano nuevamente, pidiendo simplemente que Yemi firme papeles de ordenación, que hacen a Eko y a dos compañeros sacerdotes asociados, para que ellos mismos puedan organizar el vuelo. Su hermano al principio se niega, pero accede después de que Eko dice que sus dos amigos incendiarán la iglesia si Yemi no colabora. Eko también compra estatuas de la Virgen María para ocultar la heroína que contiene.
Vestidos como sacerdotes, Eko y dos asociados están cargando las drogas en una avioneta Beechcraft, cuando Yemi llega y le dice que no se vaya. El ejército nigeriano llega poco después, matando a uno de los compañeros de Eko y le disparan a Yemi. Eko carga a su hermano en el avión, pero el piloto, que tiene un diente de oro, evita que Eko aborde y se va volando. Luego, los militares se acercan y, confundiendo a Eko con un verdadero sacerdote, le preguntan a Eko: "¿Estás bien, padre?"

### En la isla
Eko descubre una estatua de la Virgen María que tiene Charlie (Dominic Monaghan)  en su tienda y le revela lo que contiene a Claire (Emilie de Ravin), quien creía que Charlie las tenía por ser creyente. Charlie le dice que las encontró cerca de la pequeña avioneta donde falleció Boone, y rápidamente Eko enlaza la figura con un episodio significativo de su pasado, por lo que para superarlo obliga a Charlie a que le lleve hasta el avión, donde confirma parte de sus sospechas. En el camino, Eko y Charlie encuentran un paracaídas en un árbol, que conduce al cadáver de un hombre nigeriano vestido de sacerdote, el cual Boone y Locke habían encontrado previamente. Cuando Eko ve el diente de oro del muerto, le dice a Charlie que fue el hombre que "le salvó la vida". Cuando se pierden, Eko tiene un encuentro con el monstruo de humo de la isla, del que es testigo Charlie. 
Finalmente, Eko y Charlie luego encuentran el avión, dentro del cual Eko encuentra otro cadáver, al que reconoce como Yemi. Después de tomar la cruz del cuerpo de Yemi, Eko le dice a Charlie que es su hermano, le da a Charlie una estatua de la Virgen María "por la que [él] rompió" y prende fuego al avión. Charlie le pregunta a Eko si él mismo es sacerdote, y cuando Eko le pone la cruz al cuello, responde: "Sí, lo soy". Luego, Eko, con su bastón en mano, recita el Salmo 23 del Antiguo Testamento mientras el avión arde.
Mientras tanto, Locke (Terry O'Quinn) le enseña a Michael (Harold Perrineau) cómo usar un arma, y Michael luego le pide a Kate (Evangeline Lilly) que haga su turno en la computadora de la escotilla. Desatendiendo las advertencias del vídeo de Orientación, Michael utiliza el sistema de mensajería del ordenador del refugio para conseguir charlar con alguien al otro lado que puede ser Walt o alguien que se hace pasar por él.
Después de llegar al campamento, Charlie se disculpa con Claire, y le dice que nunca usó las drogas pero Claire le dice que la deje a ella y a su hijo solos. Charlie luego se adentra en la jungla y abre un escondite donde guarda las estatuas de la Virgen María para poner con la que le dio Eko.

## Otros Capítulos
- Capítulo Anterior: Lo que Hizo Kate
- Siguiente Capítulo: La Fiesta de la Cacería